# Bjørn Lomborg
Bjørn Lomborg (Frederiksberg, Dinamarca; 6 de enero de 1965) es un escritor, profesor y ambientalista danés. Es conocido principalmente como autor del libro El ecologista escéptico.
En 1991 obtuvo un máster en Ciencias Políticas de la Universidad de Aarhus y, en 1994, un PhD (doctorado) de la Universidad de Copenhague.
En 1994 consiguió una plaza como profesor ayudante de estadística en el Departamento de Ciencias Políticas de la Universidad de Aarhus y, en 1997 se le concedió la plaza de profesor asociado. Debido a estos cargos muchas veces se han referido a Bjørn Lomborg como estadístico, aunque el grueso de su formación no corresponde a esta disciplina.

## «El ecologista escéptico»
En 1998 publicó cuatro artículos sobre el estado del ambiente en el Politiken, uno de los principales periódicos daneses, que dieron pie a un intenso debate medioambiental en Dinamarca extendiéndose a todos los periódicos y generando más de 400 artículos, comentarios y críticas.
Debido al intenso debate generado por los artículos publicados en Politiken, Bjørn Lomborg decidió estudiar más a fondo el tema haciendo un análisis detallado de los datos existentes respecto de los diversos problemas ambientales. Usando su buena experiencia en el campo de la estadística y tomando datos de las fuentes de fiabilidad reconocida —como la ONU (Organización de las Naciones Unidas), la FAO, el Banco Mundial, la EPA (Agencia de Protección Ambiental de Estados Unidos), el IPCC, la OMC (Organización Mundial de Comercio), en general las mismas fuentes que el movimiento ecologista utiliza para apoyar sus tesis— publicó El ecologista escéptico, un libro de más de 400 páginas y casi 3000 notas al pie, que pone en duda un amplio rango de problemas ambientales que suelen ocupar portadas y titulares de los medios de comunicación de todo el mundo.

### Recepción

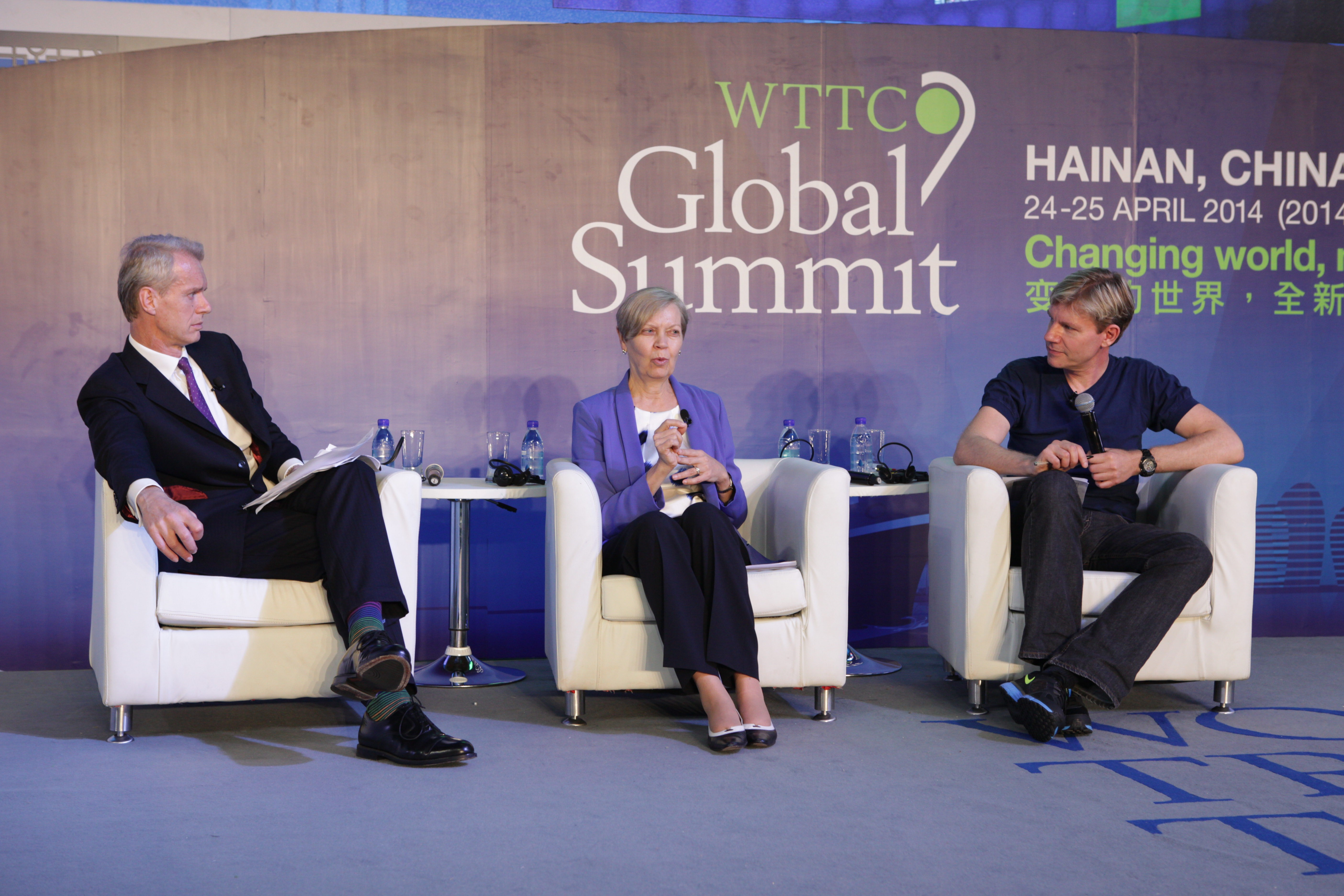
Lomborg (a la derecha) junto a Deanne Julius (centro) y Stephen Sackur (a la izquierda) en la cumbre global del Consejo Mundial del Viaje y el Turismo de 2014

A finales de 2003 El ecologista escéptico había sido traducido a 12 idiomas y Lomborg y sus argumentos se convirtieron en el centro del debate ambientalista, apareciendo frecuentemente en todo tipo de medios.
- La revista Scientific American publicó una fuerte crítica de 11 páginas que describía al libro de Lomborg como un peligro para la ciencia. Lomborg escribió, en su página web, 32 páginas replicando punto por punto las críticas y solicitó espacio en la revista para publicar esa contracrítica y, cinco meses después de la publicación de la crítica original, se le permitió escribir una página en la revista (aunque se le obligó a retirar la contracrítica completa de su página web pues consideraron que esta violaba sus derechos de autor) seguida de la respuesta del editor a la contracrítica de Lomborg.

- La revista Nature también publicó una fuerte crítica contra El ecologista escéptico que finalizaba lanzando al aire la pregunta «¿Por qué una editorial tan prestigiosa como la Cambridge University Press habrá decidido publicar un libro escrito a la carrera sobre complicados asuntos científicos que desacredita la más amplia unanimidad científica, utilizando argumentos que frecuentemente están respaldados por fuentes de nueva aparición, en lugar de basarse en las publicaciones más prestigiosas?». Lomborg volvió a replicar en su página web y solicitó espacio para responder oficialmente en las páginas de Nature, pero le fue negado.

- La revista Time lo acusó de aprovecharse del prestigio de la Cambridge University Press publicando datos no confirmados, a lo que el propio Lomborg respondió indicando que el libro siguió un procedimiento idéntico al del resto de las publicaciones de Cambridge pasando el filtro de cuatro analistas (un científico climático, un especialista en biodiversidad, un economista experto en economía del cambio climático y asesor del IPCC y un segundo economista perteneciente a un departamento económico puro) y todos ellos recomendaron su publicación.

- Greenpeace Dinamarca negó tener ningún dato que acreditara que Bjørn Lomborg hubiera sido miembro suyo a lo que Lomborg respondió indicando que había sido miembro de dicha asociación desde 1983 hasta 1987, mientras que Greenpeace Dinamarca empezó a mantener un registro de miembros en 1991.

- The Economist consideró a El ecologista escéptico un triunfo y lo definió como «uno de los libros más valiosos sobre políticas públicas». Además defendió a su autor con varios artículos ante las críticas de las revistas Nature y Scientific American. [cita requerida]

- New Scientist publicó una alentadora crítica, aunque advirtió a sus lectores que no debían confundir el mensaje «las cosas van mejorando» con «las cosas están todo lo bien que podían estar».

## Consenso de Copenhague
En febrero de 2002 Lomborg fue elegido como primer director del recientemente formado Institut for Miljøvurdering (Instituto de Evaluación Medioambiental, en danés) puesto que le permitió organizar, con el apoyo del Instituto, en mayo de 2004 el Consenso de Copenhague cuyos objetivos fueron establecer las prioridades para mejorar el bienestar global utilizando para ello metodologías basadas en la teoría de la economía de bienestar. El Consenso fue financiado por el gobierno danés, apoyado por The Economist y llevado a cabo por un comité de reputados economistas.
El Consenso de Copenhague concluyó, con la publicación en octubre de 2004 de Global crises, global solutions por la Cambridge University Press, la necesidad de priorizar los recursos de la humanidad para afrontar primero los problemas más importantes para lo cual elaboró una lista que colocaba en los primeros puestos la prevención del sida y la lucha contra la malaria dejando en los últimos puestos, y como un mal uso de los recursos, a la lucha contra el cambio climático.
En julio de 2004 Lomborg renunció a su puesto como director del Instituto de Evaluación Ambiental para recuperar su puesto de profesor en la Universidad de Aarhus, que abandonaría en febrero de 2005.
Actualmente es profesor en la Escuela de Negocios de Copenhague.

## Comité Danés sobre Deshonestidad Científica
En 2002, varios científicos enviaron a la Academia Danesa de Ciencias tres quejas por «deshonestidad científica». Basándose únicamente en la crítica contra El ecologista escéptico publicada por la revista estadounidense Scientific American en 2002, e ignorando la réplica elaborada por Lomborg, el Comité Danés sobre Deshonestidad Científica publicó su fallo en enero de 2003, encontrando a Lomborg inocente del cargo de «deshonestidad subjetiva» pero culpable de «deshonestidad objetiva»; es decir, consideró que Lomborg era excesivamente partidista en el tratamiento que daba a los datos y que «su libro era culpable» de malinterpretar los datos para obtener conclusiones deseadas. Sin embargo, Lomborg no fue declarado culpable debido a que no era un experto en el tema en cuestión.
Esta decisión fue muy criticada desde ciertos sectores y se dijo que el Comité Danés sobre Deshonestidad Científica había actuado por motivaciones políticas, no estrictamente científicas.
En diciembre de 2003 el Ministerio de Ciencia, Tecnología e Innovación danés rechazó la decisión del Comité Danés sobre Deshonestidad Científica en relación con la deshonestidad de El ecologista escéptico.
En marzo de 2004 el Comité Danés sobre Deshonestidad Científica emitió un fallo definitivo, rechazando las quejas presentadas en 2002 contra Lomborg, invalidando así la decisión original. Esta decisión provocó el nacimiento de una petición criticando los métodos del Comité Danés sobre Deshonestidad Científica apoyada por 308 intelectuales daneses (muchos de ellos del campo de las ciencias sociales).
Reaccionando a esta campaña nació otra que apoyaba al Comité Danés sobre Deshonestidad Científica y a su decisión original avalada por 640 científicos de los campos de las ciencias naturales y la medicina principalmente.

## Premios
- En noviembre de 2001, el Foro Económico Mundial nombró a Lomborg Global Leader for Tomorrow, y en noviembre de 2004 el mismo foro lo nombró Young Global Leader.

## Obras
- Lomborg, Bjørn (2005). El ecologista escéptico. Espasa-Calpe. ISBN 978-84-670-1954-4.

- Lomborg, Bjørn (2008). En frío. Guía del ecologista escéptico para el cambio climático. Espasa-Calpe. ISBN 978-84-670-2695-5.

- Verdens sande tilstand. Centrum, Viby (Jütland) 1998, ISBN 8758311149

- The Skeptical Environmentalist. Cambridge University Press, Cambridge & New York 2001, ISBN 0521010683

- Apocalypse no! Lo que realmente se desarrolla en los medios de vida humanos. Zu Klampen, Lüneburg 2002, ISBN 3-934920-18-7

- Cool It: The Skeptical Environmentalist's Guide to Global Warming. Alfred A. Knopf Publ. Group, New York 2007, ISBN 0-307266923 Múnich 2008, ISBN 3-421-04353-1

Como editor
- Global Crises, Global Solutions. Cambridge Univ. Press, Cambridge & New York 2004, ISBN 0521606144

- How to Spend $50 Billion to Make the World a Better Place. Cambridge Univ. Press, Cambridge & New York 2006, ISBN 0521685710

- Smart Solutions to Climate Change: Comparing Costs and Benefits. Cambridge Univ. Press, Cambridge & New York 2010

## Vida privada
Lomborg es gay y vegetariano. Como figura pública, ha participado en campañas de información en Dinamarca sobre la homosexualidad y afirma que «ser una figura gay pública es, en mi opinión, una responsabilidad cívica. Es importante mostrar que no se puede describir la amplitud del mundo gay mediante un estereotipo obsoleto, que va desde los gais de cuero en carrozas de desfile hasta los yuppies de traje y corbata en el piso de una gerencia, y todo lo que hay entre medio».